# Alternativa
Alternativa (на русском языке издавалась под названием «Альтернатива: Нечего терять») — чешская компьютерная игра 2010 года в жанре point-and-click-квеста, разработанная Centauri Production и First Reality и изданная Bohemia Interactive и IDEA Games на платформе Windows.

## Игровой процесс
Alternativa — классический point-and-click-квест, действие которого разворачивается в постапокалиптическом антиутопичном будущем. Игровой процесс является типичным для игр этого жанра. В некоторых эпизодах неверный выбор ответа в диалоге может привести к тому, что главного героя схватит полиция. В игре есть выбор уровня сложности; на низких уровнях игрок может переиграть неудачный диалог. Управление осуществляется мышью. Визально игра выполнена в 2,5D-графике: пререндеренные фоны и 3D-модели персонажей.

## Сюжет
2045 год, у власти находится мировое правительство. Выжили только две корпорации: Endora Corporation (горнодобывающая промышленность/строительство) и Theolex Industries (технологии). Главный герой Ричард Бочек (чеш. Richard Boček), после неожиданного увольнения с работы, становится участником сопротивления.